# Norbert Eimer
Norbert Eimer (Trutnov, 19 de março de 1940 - 3 de fevereiro de 2021) foi um político alemão do Partido Democrático Liberal (FDP) e ex-membro do Bundestag alemão.

## Na política
Eimer entrou no Bundestag alemão nas eleições federais de 1976 através da lista de estado do FDP da Baviera e foi membro do Bundestag até 1994.

## Morte
Morreu em 3 de fevereiro de 2021, aos 80 anos.

## Literatura
Herbst, Ludolf; Jahn, Bruno (2002).  Vierhaus, ed. Biographisches Handbuch der Mitglieder des Deutschen Bundestages. 1949–2002 (em alemão). München: De Gruyter - De Gruyter Saur. 1715 páginas. ISBN 978-3-11-184511-1